# Аникин (хутор)
Ани́кин — хутор в Каменском районе Ростовской области.
Входит в состав Волченского сельского поселения.

## География
Расположен на реке Нижнее Провалье, недалеко от границы с Украиной.

## История
Хутор входил в состав юрта станицы Гундоровской Области Войска Донского. В 1879 году на хуторе была построена Вознесенская церковь, взамен сгоревшей.

## Население
| 2010 |
| ---- |
| 170  |

## Улицы
На хуторе имеется одна улица: Мира.